# Henri Laaksonen
Henri Laaksonen, né le 31 mars 1992 à Lohja en Finlande, est un joueur de tennis suisse. 
Né d'un père suisse et d'une mère finlandaise, il commence par jouer en tant que Finlandais mais, depuis janvier 2011, il joue en tant que Suisse.

## Biographie
Henri Laaksonen naît le 31 mars 1992 en Finlande d’une mère finlandaise et d’un père suisse. Son père, Sandro Della Piana, est un ancien joueur de tennis professionnel, ayant atteint la 325e place mondiale en simple en 1994. Il a rencontré la mère d’Henri lors d’un tournoi en Finlande en 1991, mais leur route se sépare rapidement, même si son père vient souvent le voir. Laaksonen commence le tennis à l'âge de trois ans.
Il réside désormais à Schaffhouse près de la frontière allemande.

## Carrière
En 2008, il devient champion d’Europe des moins de 16 ans à Moscou. L’année suivante, il accède aux demi-finales en simple des Internationaux de France de tennis juniors, où il est battu par le Suédois Daniel Berta. Il fait également ses débuts en Coupe Davis lors de la rencontre entre la Finlande et Monaco. Il bat Clément Morel en cinq sets dans le 5e match décisif. Il quitte alors la Finlande pour s'entraîner à Bienne, où il bénéficie de meilleures conditions d’entraînement et décide de représenter la Suisse lorsqu'il devient professionnel en 2011. Il est sélectionné pour la première fois en équipe de Suisse de Coupe Davis en septembre 2012. Au début du mois de novembre, il est battu en demi-finale du tournoi Challenger de Genève, où il égale alors son meilleur résultat obtenu à Tampere.
Le 1er février 2013, il dispute son premier match du groupe mondial face au Tchèque Tomáš Berdych. Il perd la rencontre en quatre sets (3-6, 2-6, 7-6, 1-6). Deux jours plus tard, il remporte une rencontre sans enjeu face à Jiří Veselý. En avril, il se qualifie et passe un tour Casablanca. Il fait de même en juillet à Båstad après sa victoire sur Antonio Veić. En fin d'année, il est demi-finaliste à Helsinki. En 2014, il se qualifie tout d'abord pour le tournoi de Chennai mais s'incline au premier tour contre Aljaž Bedene. En mars, il remporte son premier tournoi professionnel en Suisse. En juillet, est huitième de finaliste à Gstaad.
En 2015, il est retenu pour disputer le premier tour de l'édition 2015 de la Coupe Davis face aux Belges, malgré ses antécédents et qu'il soit 344e mondial. Le 6 mars, lors du match d'ouverture, il remporte la partie contre Ruben Bemelmans, 132e mondial. D'abord mené de deux sets (6-1, 7-66), il remporte les trois sets suivants (6-4, 6-0, 6-2) en élevant son niveau de jeu mais profitant des crampes de son adversaire. Il met ainsi l'équipe suisse sur de bons rails. Une nouvelle fois héroïque, en remportant son deuxième simple (6-3, 3-6, 3-6, 7-65, 6-1) face à Steve Darcis, 102e mondial, il permet à la Suisse de revenir à 2 partout avant le match décisif. Cependant, les Suisses perdent la rencontre 3 à 2. Ce week-end lui permet de gagner 80 points ATP et de remonter à la 238e place mondiale. En fin d'année, il atteint les demi-finales à du tournoi Challenger de Charlottesville puis la finale à Champaign où il s'impose face au jeune espoir Taylor Fritz (4-6, 6-2, 6-2), ce qui constitue le premier titre de sa carrière dans cette catégorie de tournoi.
En 2016, il est à nouveau retenu pour le premier tour de l'édition 2016 de la Coupe Davis face aux Italiens. Il perd son premier match contre Andreas Seppi (7-5, 7-64, 3-6, 6-3) malgré un match accroché, puis perd le samedi le match du double avec son compatriote Marco Chiudinelli, face à Simone Bolelli et Seppi en trois manches sèches. Les Suisses perdent la rencontre 5 à 0. Début septembre, il remporte son deuxième titre Challenger à Shanghai contre Jason Jung (6-3, 6-3). Puis quelques jours après, il est sélectionné pour les barrages de la Coupe Davis face à l'Ouzbékistan. Il s'impose facilement dans son premier match contre Sanjar Fayziev (6-2, 6-2, 6-2), puis gagne le double avec Adrien Bossel en trois sets contre Farrukh Dustov/Denis Istomin. Il perd cependant l'occasion de qualifier son équipe face à Istomin (7-63, 66-7, 66-7, 5-7) mais la Suisse gagnera le match décisif. Fin novembre, il atteint de nouveau les demi-finales à Charlottesville, ainsi que la finale du Challenger de Champaign qui remporte une nouvelle fois, contre le Belge Ruben Bemelmans (7-5, 6-3).
Il commence sa saison 2017 par deux nouvelles demi-finales à Maui et San Francisco puis atteint le second tour à Indian Wells grâce à un succès sur Borna Ćorić. Sur terre battue, il joue deux autres demi-finales à Panama et Blois, puis il réalise sa meilleure performance sur le circuit ATP à Båstad en se qualifiant pour les quarts de finale après une victoire sur Pablo Cuevas (6-4, 6-3). Il élimine également Thomaz Bellucci à Gstaad (7-62, 6-74, 7-5).
Classé 104e mondial quand il se présente à Roland-Garros en 2019, il bat l'Espagnol 134e mondial Pedro Martínez au premier tour en trois sets (6-1, 6-3, 7-64), mais est éliminé au deuxième tour par le Serbe numéro un mondial Novak Djokovic, tête de série no 1, en trois sets (1-6, 4-6, 3-6).
En 2021, classé 150e mondial, il se qualifie à Roland-Garros et élimine Yannick Hanfman au premier tour (6-1, 6-3, 4-6, 6-2). Au deuxième tour, il crée la surprise en battant le 11e mondial Roberto Bautista-Agut en quatre sets (6-3, 2-6, 6-3, 6-2). C'est la première fois qu'il remporte une victoire face à un joueur du top 20. Au troisième tour, face à Kei Nishikori, il se blesse dès le troisième jeu et est contraint d'abandonner après avoir tenu pendant le premier set.

## Polémique en Coupe Davis
En septembre 2013, lors du match de play-off pour le Groupe Mondial de Coupe Davis à Neuchâtel, la Suisse affrontait l'Équateur. Laaksonen avait initialement été sélectionné comme quatrième joueur aux côtés de Stanislas Wawrinka, Marco Chiudinelli et Michael Lammer. Cependant, lors de l'entraînement final du jeudi, Laaksonen démontra un comportement déplorable et inacceptable qui mena à son exclusion définitive de l'équipe.
Wawrinka commenta la situation comme suit : « Il y a très peu de jeunes joueurs prometteurs [en Suisse]. Malheureusement, parmi eux il y en a certains qui pensent que tout est permis et que tout est gratuit. Si Henri n'est plus ici aujourd'hui, c'est parce qu'il y a certaines choses que nous ne pouvons pas accepter. Je n'aime pas non plus son comportement. Quelqu'un de son âge, avec son classement et qui a été supporté par la fédération suisse pendant longtemps et qui pense qu'il peut venir ici et ne pas totalement se donner lors de l'entraînement et qui se permet en plus de critiquer le coach, n'a rien à faire dans cette équipe ». Wawrinka déclara également qu'il ne souhaite « plus jamais être sur un court de tennis avec Laaksonen ».
Laaksonen reçut une amende de la fédération et un blâme. Il ne fut pas sélectionné pour le match du premier tour 2014 en Serbie, mais de façon surprenante, il fut rappelé pour le match du deuxième tour contre le Kazakhstan à Genève en avril 2014, remplaçant Marco Chiudinelli qui avait pourtant gagné le double en Serbie (avec Lammer) et qui avait toujours fait preuve d'un bon comportement en Coupe Davis. Laaksonen n'est finalement pas entré sur le terrain, Federer et Wawrinka ayant joué les quatre simples et le double. Les raisons de la re-convocation de Laaksonen malgré le scandale de Neuchâtel et l'objection expresse de Wawrinka restent obscures. Laaksonen ne s'est jamais publiquement excusé pour son comportement. Pour la demi-finale et la finale, Laaksonen n'a pas été convoqué. Comme sparring partner, le coach Severin Lüthi a fait appel à Yann Marti.

## Palmarès dans les tournoisChallenger

### En simple
| Date       | Tournoi                                       | Prize Money | Adversaire en finale | Score           |
| ---------- | --------------------------------------------- | ----------- | -------------------- | --------------- |
| 16/11/2015 | JSM Challenger of Champaign-Urbana, Champaign | 50 000 $    | Taylor Fritz         | 4-6, 6-2, 6-2   |
| 05/09/2016 | Road to the Rolex Shanghai Masters, Shanghai  | 50 000 $    | Jason Jung           | 6-3, 6-3        |
| 14/11/2016 | JSM Challenger of Champaign-Urbana, Champaign | 50 000 $    | Ruben Bemelmans      | 7-5, 6-3        |
| 11/02/2019 | Job Topgun Bangkok Open I, Bangkok            | 54 160 $    | Dudi Sela            | 6-2, 6-4        |
| 06/05/2019 | Roma Garden Open, Rome                        | 46 600 €    | Gian Marco Moroni    | 62-7, 7-62, 6-2 |

## Parcours dans les tournois duGrand Chelem

### En simple
| Année | Open d'Australie | Open d'Australie | Internationaux de France | Internationaux de France | Wimbledon       | Wimbledon     | US Open         | US Open         |
| ----- | ---------------- | ---------------- | ------------------------ | ------------------------ | --------------- | ------------- | --------------- | --------------- |
| 2017  | —                | —                | —                        | —                        | 1er tour (1/64) | Lukáš Rosol   | 1er tour (1/64) | J. M. del Potro |
|       |                  |                  |                          |                          |                 |               |                 |                 |
| 2019  | 2e tour (1/32)   | Alex de Minaur   | 2e tour (1/32)           | Novak Djokovic           | —               | —             | 2e tour (1/32)  | D. Shapovalov   |
| 2020  | —                | —                | 1er tour (1/64)          | Pablo Cuevas             | Annulé          | Annulé        | —               | —               |
| 2021  | 1er tour (1/64)  | Salvatore Caruso | 3e tour (1/16)           | Kei Nishikori            | —               | —             | 3e tour (1/16)  | Peter Gojowczyk |
| 2022  | 1er tour (1/64)  | Daniil Medvedev  | 2e tour (1/32)           | Holger Rune              | 1er tour (1/64) | Ryan Peniston | —               | —               |

N.B. : à droite du résultat se trouve le nom de l'ultime adversaire.

## Parcours dans lesMasters 1000
| Année | Indian Wells       | Miami               | Monte-Carlo | Madrid | Rome | Canada | Cincinnati            | Shanghai | Paris |
| ----- | ------------------ | ------------------- | ----------- | ------ | ---- | ------ | --------------------- | -------- | ----- |
| 2017  | 2e tour Jack Sock  | —                   | —           | —      | —    | —      | —                     | —        | —     |
|       |                    |                     |             |        |      |        |                       |          |       |
| 2022  | 1er tour F. Bagnis | 2e tour Casper Ruud | —           | —      | —    | —      | 1er tour A. de Minaur | n.o.     | —     |

N.B. : sous le résultat se trouve le nom de l’ultime adversaire.

## Classements ATP en fin de saison
| Année          | 2006 | 2007 | 2008 | 2009 | 2010 | 2011 | 2012 | 2013 | 2014 | 2015 | 2016 | 2017 | 2018 | 2019 | 2020 | 2021 | 2022 |
| Rang en simple | –    | –    | 1414 | 1395 | 1195 | 588  | 290  | 243  | 312  | 200  | 129  | 121  | 177  | 105  | 134  | 96   | 174  |
| Rang en double | 1660 | –    | –    | 509  | –    | 951  | 842  | 1276 | 581  | 512  | 796  | –    | 207  | –    | –    | –    | –    |

Source : (en) Classements de Henri Laaksonen sur le site officiel de la Fédération internationale de tennis